# Gare des Arcs – Draguignan
Gare des Arcs – Draguignan – stacja kolejowa w Les Arcs-sur-Argens, w departamencie Var, w regionie Prowansja-Alpy-Lazurowe Wybrzeże, we Francji. Jest stacją węzłową na linii Marsylia-Ventimiglia oraz Les Arcs – Draguignan. Znajduje się na wysokości 63 m n.p.m.
Stacja jest obsługiwana przez pociągi TGV z lub do Paryża, Nicei, Lille czy Brukseli, pociągi Corail Téoz do Nicei i Bordeaux, Corail Lunéa oraz TER Provence-Alpes-Côte d’Azur.
Pociągi TER kursują, średnio co 50 minut między 6:30 i 19:00.
Stacja obsługuje 52 gminy departamentu Var tym Draguignan oraz zatokę Saint-Tropez.